# Жаксыбайский сельский округ
Жаксыбайский сельский округ — административно-территориальное образование в Жанибекском районе Западно-Казахстанской области.

## Административное устройство
1. село Жаксыбай
2. село Акадыр